# Eigentliche Scheibenzüngler
Die Eigentlichen Scheibenzüngler (Discoglossus) sind eine Gattung innerhalb der Familie der Alytidae und vorwiegend in Ländern und auf Inseln im westlichen Mittelmeerraum Europas und Nordwestafrikas beheimatet. Darüber hinaus gehörten früher auch Israel und eventuell Syrien zum Verbreitungsgebiet. Diese Amphibien haben eine relativ glatte und recht farbenfrohe Haut und halten sich in der Nähe von und in Gewässern auf. Von den Echten Fröschen unterscheiden sich diese „niederen“ Froschlurche unter anderem durch eine senkrecht-ovale Pupille und die Anordnung der Gaumenzähne, die sich hinter – nicht zwischen – den inneren Nasenöffnungen befinden. Außerdem ist ihre Zunge scheibenförmig und fast vollständig mit dem Mundhöhlenboden verwachsen. Darauf deutet neben dem deutschen auch der wissenschaftliche Gattungsname Discoglossus hin, der übersetzt „Scheibenzunge“ bedeutet. Das Trommelfell ist äußerlich oft nicht klar erkennbar.

## Arten
Die Gattung umfasst 5 Arten, eine davon mit zwei Unterarten:
- Discoglossus galganoi Capula, Nascetti, Lanza, Bullini & Crespo, 1985 – Iberischer Scheibenzüngler
  - Discoglossus galganoi galganoi Capula, Nascetti, Lanza, Bullini & Crespo, 1985 – Nominatform
  - Discoglossus galganoi jeanneae Busack, 1986 – Cädiz-Scheibenzüngler
- Discoglossus montalentii Lanza, Nascetti, Capula & Bullini, 1984 – Korsischer Scheibenzüngler
- Discoglossus pictus Otth, 1837 – Gemalter Scheibenzüngler
- Discoglossus sardus Tschudi in Otth, 1837 – Sardischer Scheibenzüngler
- Discoglossus scovazzi Camerano, 1878 – Marokkanischer Scheibenzüngler

Der Marokkanische Scheibenzüngler wurde bis vor kurzem noch als Unterart des Gemalten Scheibenzünglers behandelt. Die biologische Systematik der Gattung Discoglossus auf der Iberischen Halbinsel hat Ende des 20. Jahrhunderts ebenfalls eine grundlegende Neubewertung erfahren.
Der Israelische Scheibenzüngler wurde 2012 in die Gattung Latonia innerhalb der Familie der Alytidae überführt.

## Artenschutz

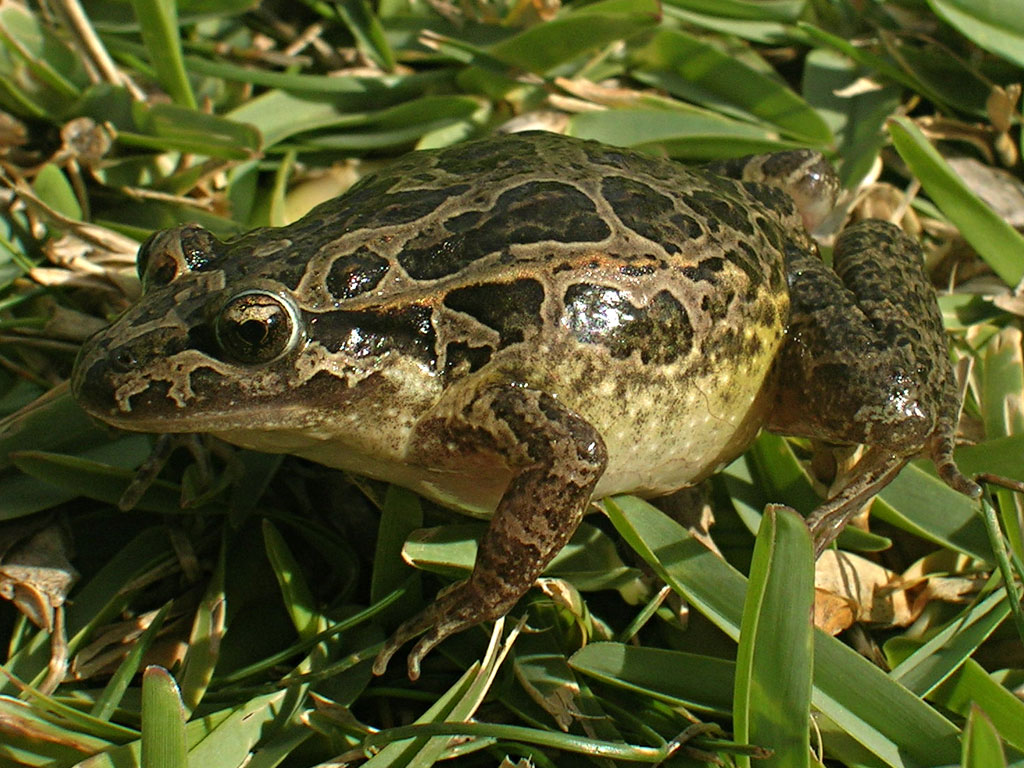
Iberischer Scheibenzüngler

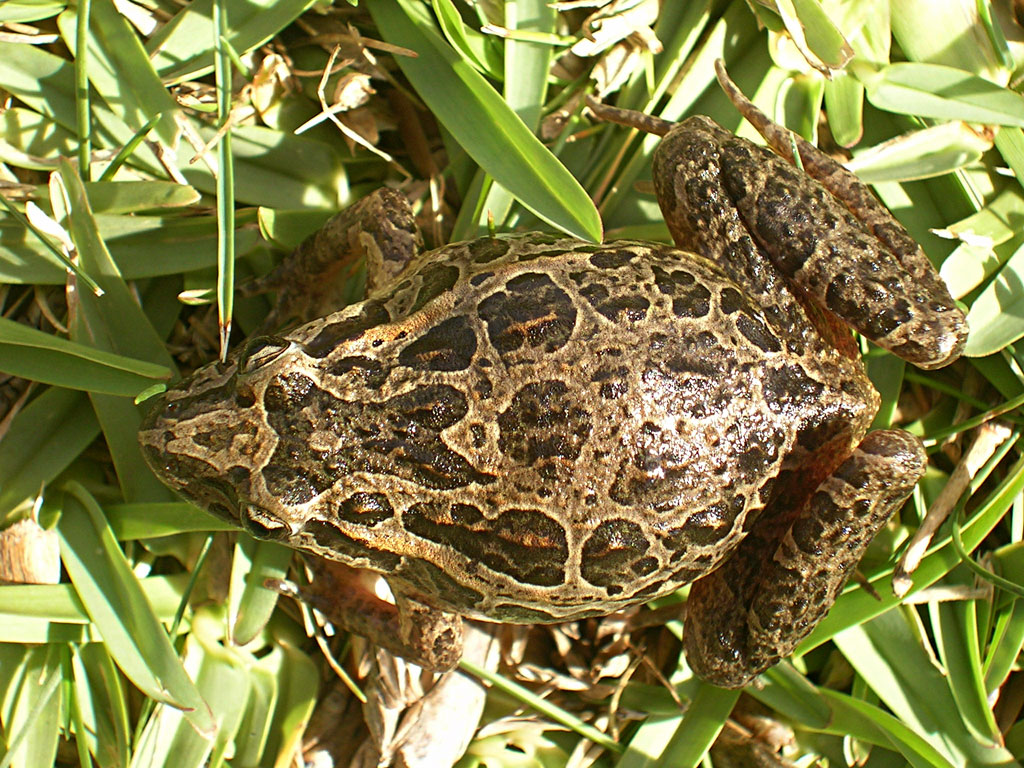
Iberischer Scheibenzüngler

Alle Arten sind nach der Berner Konvention geschützt; ebenso fallen sie als europäische Lurche pauschal unter die Bundesartenschutzverordnung als „besonders geschützt“. Ferner stehen alle im Anhang IV der FFH-Richtlinie („streng zu schützende Art“). Mit Ausnahme von D. pictus werden alle Eigentlichen Scheibenzüngler darüber hinaus im Anhang II gelistet. Dahinter steht, dass für entsprechende Vorkommen geeignete Schutzgebiete einzurichten sind.

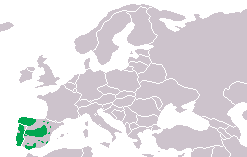
Verbreitung von Discoglossus galganoi
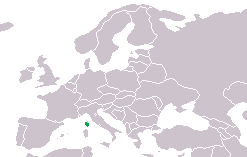
Verbreitung von Discoglossus montalentii
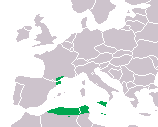
Verbreitung von Discoglossus pictus
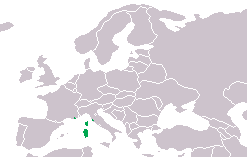
Verbreitung von Discoglossus sardus